# Georg Kaiser
Pour les articles homonymes, voir Kaiser.
Georg Kaiser, de son vrai nom Friedrich Carl Georg Kaiser, est un écrivain allemand, à la fois auteur de drames et de comédies, essayiste et poète né à Magdebourg (province de Saxe) le 25 novembre 1878 et mort à Ascona (Suisse) le 4 juin 1945.
Cet poète et écrivain prolifique de dialogues philosophiques et de drames historiques, de tragi-comédie et de roman s'est fait connaître pendant la Grande Guerre. Auteur de plus de 74 pièces modernes, dont la plupart furent parmi les plus jouées en Allemagne entre 1919 et 1933, il est communément considéré comme un des membres éminents du courant littéraire expressionniste, surtout par les pièces de théâtre nées de ses écrits dialogués, et jouées de 1917 à 1922. Il a poursuivi sa carrière au début des années 1920 en s'attachant au retour à la sobriété et à l'objectivité fonctionnelle prônée par les avant-gardes dont il s'est pourtant méfié des irréductibles adhésions idéologiques. La capacité de recul sur le monde littéraire l'a rendu immédiatement suspect au régime nazi qui l'a voué à la solitude de la création, d'abord par la relégation contrainte hors du monde de la culture officielle puis par un rejet public de ses œuvres. La clandestinité de la résistance le mène à choisir l'exil individuel.

## Biographie

### Enfance et jeunesse d'un écrivain
Né en automne 1878 dans une famille de négociants à Magdebourg, Georg est le cinquième des six fils d'un homme de banque et d'assurance, Friedrich Kaiser et de son épouse légitime Antonie. Mettant à part ses souvenirs de jeux d'enfants protégés dans une famille bourgeoise aisée et protestante, enrichie depuis deux générations par le négoce et le commerce, l'auteur quinquagénaire affirme en 1930 que l'imposante tradition qui émane de la cathédrale et l'effet de puissance du fleuve Elbe n'y compensent aux yeux de l'adolescent nullement la désolation ambiante dans un paysage de plaine bien peu fantastique.
Le jeune élève étudie à l'école puis entre au collège de l'abbaye Notre-Dame (Unserer Lieber Frau) de Magdebourg à 10 ans. Il y reste de 1888 à 1894. Ses meilleures occupations, assure-t-il a posteriori, étaient de jouer au football. Mais son intégration au lycée à 16 ans est compromise. Après son brevet, il est placé comme apprenti dans une librairie. Il quitte l'univers scolaire, après avoir accumulé un lourd scepticisme envers l'éducation et le savoir. Le rejet des études et de l'apprentissage d'un autre métier le conduit à la boutique à dix-sept ans et il prend le chemin du négoce où ses ancêtres ont fait fortune.

### De la boutique au négoce international
Se sauver du savoir scolaire, c'est d'abord s'extirper de l'accablement par les exigences insensées et les humiliations récurrentes. Le départ du curieux lieu d'étude, héritage de l'antique otium, le livre aux occupations du negotium orientées vers des choses simples et triviales. Avec ce repos de la pensée, je n'apprenais plus mais le monde était ouvert, affirme-t-il.
Dans une paisible boutique après 1895, l'apprenti négociant s'exerce au remplissage des livres de comptes et de commerce dans un magasin d'import-export. À vingt ans, il rêve, jeune géographe en chambre tournant un globe terrestre, de découvrir en vrai la planète et un avide besoin de partir le saisit, que ce soit pour les pôles ou l'Amérique. La légende peut-être avérée indique qu'il travaille dans les cales du paquebot pour payer son voyage vers les terres lointaines en 1898. Il entre au service du groupe AEG ou Allgemeine Elektrisitäts Gesellschaft et tente l'aventure commerciale en Amérique du Sud en tant qu'employé de bureau (kontorist). Buenos Aires est une des bases de négoce d'une filiale de la prestigieuse société. Il y réside comme simple employé de comptabilité de 1898 à 1901.

### Arrêt du négoce et retour au pays pour choisir une carrière littéraire
Le travail de bureau laisse à ce jeune homme hyperactif la possibilité d'étudier avec intensité la littérature antique, classique, contemporaine ainsi que la philosophie.
Georg Kaiser laissera penser que, début de fortune faite, un malaise ou une angoisse le saisit. À vingt-quatre ans, il met fin abruptement à l'exil. Il s'est décrit volontiers en riche gaspilleur de retour de l'Eldorado. De retour d'Amérique du Sud, il réside chez différents membres de sa grande famille.
Des études mieux avérées ont montré que l'employé de bureau est saisi de maladie fébrile, en particulier la malaria en 1901. Son retour sur les bords de l'Elbe s'impose pour des raisons sanitaires.
D'autres informations moins divulguées rapportent un piteux état de malade, puis une longue dépression à son arrivée. Patient atteint d'une maladie nerveuse dérangeante et souvent sévère en 1902, il est soigné pendant plusieurs mois dans une clinique de soins, un sanatorium spécialisé à Berlin-Zehlenhoff. Ses bulletins de santé ont entravé tout appel raisonnable au service militaire.
Il serait aussi plausible qu'il s'en échappe momentanément par la fréquentation revigorante de la bohème artistique. Il soignerait aussi avec quelques amis fortunés sa mélancolie renaissante par de longs séjours en Italie, découvrant en lecteur assidu les philosophes antiques... à commencer par Platon. Mais à part l'intense plongée dans la lecture pendant ses moments de rémission, les escapades ne sont pas prouvées.
Avant trente ans, le jeune homme désargenté et sans emploi est protégé par sa famille après son retour et ses hospitalisations : il réside alternativement chez son frère Albert, pasteur à Trebitz et chez son autre frère Bruno, recteur à Schulpforta avant de revenir invariablement à la maison magdebourgeoise de ses parents. Ces derniers se soucient de l'avenir de leur fils Georg et le présentent sous son meilleur aspect auprès des filles bourgeoises richement dotées. À trente ans, Georg se marie le 4 octobre 1908 avec Margarethe Habenicht, née Dschenfzig, héritière d'une riche famille de marchands de Magdebourg. Le couple à l'abri des contingences et nécessités achète une villa sur la Bergstrasse à l'orée d'un bois, à Seeheim, commune actuelle de Seeheim-Jugenheim ainsi qu'une grande maison à Horn, quartier de Weimar. Son discours sur la période d'intense activité créatrice qui s'ouvre est simple : j'écris, je ne lis pas, j'écoute ma femme. Et effectivement, il écrit et compose des dialogues sur des thèmes choisis de diverses natures. Mis à part son épouse et un cercle restreint d'amis, il ne reçoit aucune reconnaissance du champ littéraire. Jusqu'en 1924, elles sont la riche matière de plus de quarante pièces jouées, mais aussi de poèmes, d'aphorismes et d'essais.
Le jeune auteur est publié. Une première œuvre dialoguée fondée sur une transposition du personnage biblique de Judith meurtrière d'Holopherne a attiré comme un aimant quelques professionnels de la scène : La Veuve juive (Die jüdische Witwe) publié par l'éditeur Fischer est représentée en 1911. La montée vers la reconnaissance littéraire s'amorce pour culminer avec Les bourgeois de Calais (Die Bürger von Calais) en 1914. Treize pièces pourtant sans succès jalonnent son premier et lent parcours d'auteur entre 1914 et 1916 bien avant d'obtenir la célébrité de dramaturge. Selon d'autres critiques allemands, la véritable reconnaissance littéraire n'apparaît qu'avec sa première œuvre vendue et critiquée par la presse en 1912, Von morgens bis mitternachts, soit De l'aube à minuit. Elle propose le voyage-fuite délictuelle d'un caissier de petite banque de Weimar à Berlin. La pièce de théâtre est montée en 1916, mais c'est surtout en 1917 avec une mise en scène magistrale au Deutsches Theater sur un décor de Ernst Stern, pastichant une toile de Piet Mondrian, que le succès est général. La mise en scène de Karlheinz Martin en 1920, la plus connue aujourd'hui, donne suite à un film la même année, le caissier étant joué par l'acteur Ernst Deutsch.
1917 est, selon ces mêmes critiques, le gros succès de scène de l'autre drame  "Die Bürger von Calais" ou Les Bourgeois de Calais, présenté à Francfort (Frankfurt-am-Main). Cette pièce où ils affirment trouver une interprétation nietzschéenne, est jouée jusqu'en 1923. C'est en réalité une pièce-programme expressionniste annonçant l'homme-nouveau, marquée par de longs monologues, une langue dense et émotive qui emprunte beaucoup au style télégraphique du poète August Stramm.
La famille Kaiser s'est entretemps formée et agrandie avec deux fils, Dante Anselm, né en 1914 et Michaël Laurent, né en 1918 et une fille, Eva Sibylle née en 1919. Das Frauenopfer, pièce des temps napoléoniens jouée en 1918, exalte le pouvoir purifiant de l'amour sacrificiel.
Si la reconnaissance annonçant la célébrité de l'auteur est incontestable dès 1917, les ressources financières du couple Kaiser fondent comme neige au soleil estival. Dès 1918, à cause de placements difficiles, les premières difficultés financières surviennent. Georg Kaiser confiant investit de plus sans compter dans la réalisation du film sur sa pièce fétiche, Vom morgens bis mitternachts. Les difficultés financières s'alourdissent. En 1919, il vend les biens de sa femme. En 1920, ses biens immobiliers sont confisqués, en particulier les deux maisons du couple. Georg Kaiser est obligé coûte que coûte de prendre une activité rémunérée et part vivre avec sa famille tantôt à Munich tantôt à Tutzing.
Dans cette dernière localité, Georg Kaiser pris dans la spirale des dettes, hypothèque et place en gage le mobilier mitoyen de la villa louée qu'il occupe temporairement. L'acte est assimilé à un vol et le chef de famille est emprisonné préventivement en octobre 1920 à Berlin en attente d'un procès pour dettes. L'auteur reconnu entend mener sa défense devant le public curieux en invoquant la sacro-sainte immunité de l'artiste, être au-dessus des ordres communs de la vie triviale. Bien que le maladroit avocat soit adepte de la noblesse, fervent animateur d'une humanité valeureuse et pleine de pitié, et fasse la louange de sa femme, mère inquiète qui élève leurs trois jeunes enfants, et brosse le tableau d'un mari empêtré dans son surendettement, ses tirades contre la respectabilité bourgeoise et son apologie autant autopromotionnelle qu'anti-conventionnelle de l'artiste libre sonnent à vide dans l'enceinte de justice. Elles provoquent sa déchéance aux yeux de la cour accroissant la peine infligée. Il est condamné à un an de prison auprès du tribunal compétent de Munich. Il est toutefois libéré en avril 1921 du centre pénitentiaire de Stadelheim où il purge sa peine, attestant une bonne conduite. En 1921, les dettes accablent encore le ménage Kaiser insolvable qui doivent élever leurs enfants sans résidences fixes. La caution pour un appartement à Grünheide dans la commune de Mark, près de Berlin, est finalement assurée par l'entreprise d'édition qui utilise les services de l'écrivain régulièrement, la Gustav-Kiepenheuer-Verlag.
L'appartement de Grünheide am Peetzsee lui permet de stabiliser sa vie familiale et de retrouver une intense concentration vers la littérature.
En 1923, durant la crise inflationniste, il vole une miche de pain pour nourrir sa famille, ce qui le conduit en prison plusieurs semaines du fait de ses antécédents judiciaires. Cette anecdote sans mention de ses antécédents a été narrée à l'envi par l'écrivain, soucieux de faire disparaître sa première captivité.
Georg Kaiser est de 1921 à 1933 l'auteur moderne le plus joué d'Allemagne, parfois à égalité avec le grand auteur naturaliste de la Belle Époque, Gerhart Hauptmann. Son éditeur exclusif, Kiepenheuer et lui savent avec une habilité marchande atavique rendre attrayant textes et droits d'auteur. Pendant cette période prolifique, quelques pièces ou spectacles connaissant un fort succès sont adaptées à New York, Moscou, Prague, Madrid, Tokyo, Londres et Rome. Sa résidence berlinoise lui permet d'avoir d'intenses échanges avec Ernst Toller, Kurt Weill, Lotte Lenya, Alfred Wollenstein, Ivan et Claire Goll de passage et parmi d'autres, un jeune auteur captivé par les mystères médiévaux, Bertolt Brecht. Quarante premières nationales de ses pièces sont lancées depuis ses débuts jusqu'en 1933, et parfois en simultanée. Grünheide est au centre névralgique un point de rencontre littéraire.

### Homme de lettres auteur de théâtre
Dès 1924, il influence profondément Ivan Goll, Ernst Toller et Bertolt Brecht, et pas seulement en véritable maître de Lehrtheater. En cette même année, il avoue ne s'intéresser qu'aux jeux d'idées ou Denkspiel, laissant aux hommes de l'art théâtral le soin d'adapter librement ses dialogues et monter les spectacles à l'aide de ses écrits. Georg le créateur a eu besoin dès le début et a toujours besoin de temps pour sa quête. Les découvertes s'imposent avec une foule d'idées. L'écriture en retour exerce un contrôle sur les idées. Elle est d'abord une résistance, une entrave à la liberté de penser. Mais cette opposition étant posée devant l'anéantissement de l'être humain, le labeur exténuant d'écriture engendre l'œuvre poétique, cette production si particulière, la plus haute du savoir-faire humain, s'enthousiasme Georg Kaiser, toujours profondément vidé et épuisé après avoir fini une exploration thématique par la mise en forme ultime d'un écrit. La vie de l'esprit, surtout sa fonction créatrice, est inquiétude de la mort.
Mais Georg Kaiser est loin de porter dans les nuées divines les hommes de théâtre et de spectacle. Il a plutôt le regard froid d'un banquier austère et précautionneux qui constate les errements de la folie économique et politique. Le théâtre est, selon sa présentation de 1923 dans Formung von drama, en crise depuis quatre années. Une crise qui n'est pas du ressort de l'écriture dramatique, de l'art et des œuvres d'art de valeur qui subsistent, mais du théâtre devenu un Lunapark(sic) envahi par l'appel irrésistible des plaisirs superficiels, de la détente et du défoulement, sans compter le maintien des petites spécialités de cuisine théâtrale, du monde du café du commerce ou la rémanence de conventions séniles. En ce sens, il souhaite proroger le coup de balai expressionniste. Il lui plaît aussi à se présenter en artiste rimbaldien dont la trajectoire de vie serait retournée à l'envers, du négoce mercantile à la poésie : je vis au jour le jour. Le Hugo Stinnes du théâtre allemand adore la nature, la solitude complète et surtout la rapidité de l'homme moderne.
Le drame Gaz et son monstrueux décor au Schiller Theater durant la saison 1927-28 atteste la reconnaissance de l'œuvre de Kaiser, honorable membre de l'académie des Arts de Prusse depuis 1926. Le prolifique auteur a écrit de 1910 à 1930 plus de 45 pièces.
En 1930, l'auteur dramaturge le plus joué dans le monde germanique habite toujours Grünheide face au lac Peetzsee. Le théâtre de Kaiser dérivé de l'expressionnisme dévoile les problèmes de l'homme que la richesse, la puissance et le machinisme de la vie moderne ne parviennent pas à rendre heureux. Et c'est le contraire du meilleur des mondes qui advient, l'homme sur Terre ne peut que rôtir comme en Enfer. Farouchement hostile à toutes expressions sentimentales, l'écrivain s'il ne doit garder qu'un seul sentiment se doit d'avoir le désir de justice : ces écrits et dialogues doivent aider ceux qui vivent dans l'ombre ou sont victimes d'un injuste destin.
Georg Kaiser, parfois présenté comme le productiviste, est surtout en prise dramatique avec le chaos d'après-guerre qui perdure. Il tente d'afficher sa neutralité politique et de refuser de suivre une ligne idéologique imposée par les multiples avant-gardes artistiques en lutte. Ce chercheur de vérité a-t-il perçu que la victoire d'une idéologie signe sa déchéance personnelle ?

### Relégation officielle, exil et vieillesse d'un créateur
Le 18 mars 1933, la pièce Der Silbersee, pièce sociale et romantique, véritable conte musical, est retirée simultanément des trois scènes de Erfurt, Magdebourg et Leipzig, sous les provocations répétées des SA et malgré les manifestations des équipes théâtrales. Bien que le 22 mars, l'auteur convoqué ait donné des signes de loyauté et d'allégeance envers l'Académie prussienne des Arts, l'explication d'abord acceptée ne satisfait nullement les autorités du régime allemand qui le font expulser de l'Académie le 5 mai, lui conférant le statut d'auteur dégénéré. Le 10 mai, ses œuvres confisquées aux bibliothèques sont brûlées en place publique. Le message est clair : plus aucune de ses pièces ne doit être jouée et aucun de ses écrits publié, faute de sanctions sévères.
L'impassible écrivain est quasiment interdit dès 1933 parmi la foule des artistes dégénérés, mise à l'index par le régime national-socialiste. Kaiser essaie pourtant de rester en Allemagne malgré toutes les humiliations subies. Petit à petit, ses convictions rejoignent une résistance pacifique. Il prête son talent de plume à la rédaction de feuilles volantes dénonçant le parasitisme et la violence nihiliste du régime autoritaire. Son action ne reste pas inconnue à la Gestapo, et alors qu'elle lance le 25 juillet 1938 une perquisition parmi les milieux propagandistes supposés terroristes qui concerne aussi son appartement, il échappe à la rafle d'opposants en passant en clandestinité aux Pays-Bas. Kaiser rejoint en 1938 les 4000 personnalités du monde du théâtre et de la création artistique et littéraire liée à la scène, contraintes à l'émigration à la fin des années 1930.
Georg Kaiser hésite à gagner le monde anglo-saxon puis rebrousse sa fuite vers la Suisse tessinoise, autre lieu de vacances idylliques avec l'Italie. Il fait route avec sa compagne secrète et amie, Maria von Mulhfeld et leur fille commune Olivia née en 1928. En Suisse, il partage ouvertement la vie de Maria, et curieusement, cette double vie est restée longtemps inconnue de sa famille allemande. Ses motivations sont peut-être de ne pas s'éloigner trop loin de sa famille légitime, sa femme et ses enfants étant demeurés à Berlin. Il correspond épisodiquement avec eux, mais ne cherche pas à les revoir. En tant qu'auteur germanophone reconnu, il n'a pas le statut discriminant d'émigrant en Suisse. Contrairement à sa compagne d'exil et à son enfant, astreints à une obligation de résidence et à contrôle régulier, il bénéficie dès 1938 d'une carte d'artiste hôte de la confédération suisse : il est libre de se déplacer, de rejoindre d'autres amis d'exil, tels que Julius Marx, Caesar von Arx ou les von Gönnerinnen plus fortunés qui lui accordent des petites aides financières occasionnelles à l'hôtel Aufenthal et de les accompagner ou les guider dans leurs pérégrinations.
Mais la petite famille clandestine reste dans un relatif dénuement et endure les privations. Dès 1938, libre, fauché et malgré tout heureux, Georg Kaiser écrit avec ardeur des drames, des textes lyriques et épiques. Il essaie de partir en avion aux États-Unis, mais il n'a pas assez de moyens pour ce voyage.
Ses facilités administratives lui permettent de fournir au Zurcher Schauspielhaus sous la régie de Franz Schnyder son texte sur le soldat Tanaka, qui étrille le militarisme japonais. La première a lieu le 9 novembre 1940 à Zurich : Karl Paryla dans le rôle phare montre un soldat nippon écartelé entre les valeurs traditionnelles du code d'honneur national et leur brutal baffouement que l'armée du Soleil Levant auquel il doit obéissance absolue, orchestre avec une constance exemplaire. Mais l'ambassadeur du Japon à Berne, Yutaka Konagaya, fait aussitôt pression sur le conseil fédéral. Ces pressions insistantes, susceptibles d'être relayées par les pays de l'Axe, aboutissent à l'annulation de la représentation le 9 novembre, puis anticipée de celles des 10 et 12 novembre 1940 jusqu'au retrait définitif de la pièce par la direction théâtrale zurichoise. Il faudra attendre le 13 février 1946 pour qu'au Hebbel-Theater de Berlin, la pièce soit enfin reprise, apportant une réhabilitation posthume à son auteur dans sa ville d'adoption dévastée et occupée.
Ses livres brûlés, son théâtre interdit et le discrédit étatique en Allemagne, puis en Suisse, petit État menacé d'encerclement, portent ses lents et nuisibles effets. Ses sources de revenus et son crédit d'homme de lettres s'amenuisent lentement. L'écrivain n'est plus qu'un exilé parmi d'autres en Suisse, un artiste mélancolique relégué à sa solitude et voué à sa déchéance. Le radeau de la Méduse, pièce qu'il écrit sans illusion dans une Europe foulée sous la botte nazie, pose une vision à l'envers de l'utopie expressionniste de la pièce sur Les Bourgeois de Calais. Douze grands enfants sur un radeau en perdition décident d'éliminer par noyade un treizième, plus jeune et plus petit, encore dépendant, d'entre eux, afin, croient-ils entrevoir, de se sauver ou de différer une inévitable perte commune
Les tensions latentes éclatent entre Maria et lui après quelques années de vie commune : pour éviter une rupture définitive tout en continuant à l'aider financièrement, il préfère se consacrer à ses écrits, comme le roman Villa aurea et à des exposés de films et part de longs mois vivre dans des hôtels à Engelberg, Männedorf près de Zurich, Montana Vermala, Saint-Moritz, Ascona, Lugano, Morcote, Coppet, Genève, Locarno...
Mais l'homme fraternel est encore bien vivant. Il rend souvent de courtes visites à l'improviste à son ami Julius Marx, un émigré d'Allemagne, qui réside à l'hôtel du Monte Verità à Ascona. Les compères, ardents critiques du machinisme, sont tous deux des écrivains fils de négociants allemands. Le 4 juin 1945, alors qu'il vient d'arriver dans la chambre de son ami, un état d'épuisement survient, l'oblige à s'aliter avant qu'un dernier malaise l'emporte. Le médecin conclura à une embolie.
Ainsi, à 67 ans, Georg Kaiser décède loin de sa famille et peu de temps après avoir mis le point final à sa trilogie antique versifiée selon la tradition ïambique grecque. Son corps est enterré au cimetière de Morcote près de Lugano.

## Un écrivain de la mouvance expressionniste et au-delà
Georg Kaiser, jeune auteur dont les dialogues mis en scène ont transformé selon le regard commun en dramaturge, appartient indéniablement à ses débuts au courant littéraire expressionniste dont la principale définition serait l'opposition virulente à la suprématie du monde industriel, à l'hégémonie urbaine et à l'autorité du régime wilhelminien. Mais de nombreux contemporains ont bien compris que son activité ne se limite pas à ce milieu, et s'en détache inexorablement, comme un gros hydravion Fokker décolle avec une vélocité surprenante d'un plan d'eau où sa grosse carcasse flotte sans grâce. Et ils rejoignent l'avis de Robert Cantarella, selon lequel ce maître sans disciple sort des cadres de l'expressionnisme par sa liberté d'invention et cette inimitable façon à la fois résistante d'agir et nomade de vivre l'écriture.
Philippe Ivernel perçoit dès 1914 l'aisance et le profil d'un véritable écrivain de métier, promis au grand répertoire. Il figure isolé avec le sculpteur et écrivain Ernst Barlach parmi les vieux auteurs lucides et provoquant de ce courant qui connaît l'engouement des générations allemandes nées après 1890. Et c'est aussi pourquoi Georg Kaiser de dix ans leur aîné connait un grand succès avant 1933 en tant qu'auteur dramatique prolifique, maîtrisant son art avec une grande diversité de moyens, mais aussi en maître à penser auprès des jeunes écrivains qui testent sans illusion les chances de l'homme. N'oublions pas non plus entre-temps la lente disparition/dépréciation de mouvement expressionniste dès les premières années 1920, donnant naissance, influençant ou laissant la place à une foule d'avant-gardes structurées à supports idéologiques. Kaiser s'affirme longtemps par fidélité expressionniste alors que toutes les acquis de ce courant, rejetant l'imitation servile et prônant l'abstraction originale, appartiennent au passé.
Bertolt Brecht a reconnu avec subtilité les apports de Kaiser au théâtre européen, que ce soit à la comédie, la tragi-comédie ou l'expression épique. Il s'est démarqué de son incontournable aîné en le posant d'emblée en représentant du drame de l'individualisme. Son portrait ainsi ficelé montre avec ruse les grandeurs et les limites de l'œuvre d'un auteur qu'il peut laisser qualifier sur le plan politique de bourgeois. Il est facile au critique Brecht, reconnu comme auteur international par trois pièces au succès inouï, de mettre en aspérité les aspects inégaux, désuets, traditionnels de son ancien rival de façon à survaloriser sa propre grande modernité. Il reste qu'aucun véritable effort de longue haleine n'a été engagé en son temps pour traduire l'écrivain et poète Kaiser en français et en anglais. Le vieux fonds baroque de la culture magdebourgeoise, pour ne pas dire d'Europe centrale, y est aussi pour quelque chose, ainsi que l'hostilité et la méfiance des États totalitaires.

### Facettes du courant expressionniste (1905-1922)
Un théâtre engagé dans la problématique d'un héros moderne, l'homme nouveau, en constant devenir, à la fois excentrique et excentré sur les plans politique et religieux, caractérise l'expressionnisme. L'art des grands auteurs consiste à  soumettre ce héros à des expériences limites, à le placer en situation extrême pour réaliser un spectre des vibrations de son âme, avec le recours de symboles, de visions et surtout d'abstractions. On comprend que le domaine de liberté du héros rétrécit en peau de chagrin et se case entre deux états antithétiques et fascinant : l'angoisse et l'extase. La corde de liberté de l'être est tendue à l'extrême, à l'instar d'une exaltation fanatique ou d'une crise panique.
Cet art expressionniste s'oppose à l'aide de pièces programmes vigoureuses, aux vertus démonstratives, à l'impressionnisme allemand et à ses derniers avatars s'assimilant aussi au courant naturaliste. Si les héros naturalistes se heurtent à des obstacles relativement circonscrits, tels le monde du travail, les relations sociales et les sentiments, le héros expressionniste déclare la guerre ouverte à toute la basse humanité qu'il découvre et engage un combat totalitaire, mettant en cause la maison ou la famille, la politique ou la guerre, l'entrepris et les rapports humains, la grande ville, le langage imposé, bref tous les acteurs et champs de la domination qu'il peut juger abusive. L'abstraction violente du dialogue ou du drame reflète la panique naissant dans un monde présenté tel qu'il est, mais non reconnu et incompris. L'inexpliqué, l'ignorance biaisée, la falsification par intérêt ou le dévoilement trompeur et pervers, la lâcheté et l'égoïsme peureux, l'autorité impuissante minent, corrompent, dégradent le monde humain, le rendent explosif, avant que blessures et scléroses conduisent à l'agonie des déchus bien souvent pris au hasard et innocents. La lutte finale renvoie à l'explication de l'homme avec tout ce qui est réifié et animalisé, autour de lui et en lui.
Le monologue expressionniste, engagement de l'un dans le conflit absolu, passe d'abord par le cri, la plainte au-delà de l'angoisse. Il est marqué par l'étouffement des voix, mais aussi plus sûrement par l'inexprimé et l'inexprimable : il n'a plus de voix pour crier, il n'est plus que regard, faciès, rictus... La révolte, dernier défi du héros émotif est aussi une ultime revanche symbolique des créatures humiliées et meurtries, parvenues dans les ultimes cercles de l'enfer. Le dévoilement de l'acteur expressionniste, au contraire du revivre stanislavskien n'est composé que de tension, de torsion, de fixation crispation et d'immobilité. Yvan Goll, admirateur de la rare qualité d'une œuvre à la langue abrupte, froide et condensée, a décrit le crépitement de parole, les rages d'amour et de haine, les actions fortes et brutales du théâtre de Kaiser comme puisés, sans transposition à part un passage au RX de l'art, à même la vie vraie et journalière.
L'exigence spirituelle, la préservation imaginaire ou mémorielle d'un lieu cosmique est une sortie commune et évidente de l'œuvre impressionniste et naturaliste. Le danger causé par les situations extrêmes expressionnistes mène à oublier les responsabilités humaines au risque pour le héros révolté de tout briser ou de se détruire. Cette évolution du dilemme de la modernité totalisante ou totalitaire est bien décrite par Georg Kaiser qui n'entrevoit que deux échappatoires extrémistes : soit cumuler la haine irrépressible avec le temps et tuer, soit choisir la fuite en renonçant à l'affrontement et imposer la non-violence. Mais même avant le paroxysme dramatique, l'irresponsabilité généralisée dans une société entraîne la peur, l'angoisse, l'accumulation des provocations exaltées et des anticipations violentes, que ce soit par les gestes ou les dérapages du langage. Ce qui par défoulement était censé résoudre la crise peut entraîner un blocage absolu, un enfermement schizophrénique du héros. Tout renforce au contraire la crise ultime qui génère la violence gratuite, la déshumanisation impitoyable des perdants, l'arrogance des parasites massacreurs.
La littérature, le théâtre, le cabaret et plus tardivement le cinéma expressionnistes en leur meilleure fortune ont récupéré la dramaturgie des conflits anciens : spectres, fantômes, orages, cimetières, atmosphères inquiétantes ou mortifères. Ils l'ont cimentée aux utopies motrices et à la mythologie active des thèmes contemporains, renversant au besoin les contraires et les hiérarchies. À partir du drame épique à stations, semblables à des tableaux successifs d'un voyage ou d'une odyssée formalisée, d'un parcours initiatique s'imposent les techniques de montage cinématographique, de collage de séquences où l'action et l'idée sont poussées vers leurs ultimes conséquences. L'art de la logique en excès, par la dérision et le grotesque qu'elle engendre, permet une autre forme d'absolutisation du tragique. Ce fonctionnalisme met à jour une éthique de vérité et à nu les mensonges. Mais la vraisemblance et la bienséance permettent aussi de porter un regard féroce sur le marécage humain, de façon à démolir efficacement les conventions et les aliénations.
Il reste à nommer les lieux de rencontre - parfois moins éphémères que le courant - entre étudiants, personnalités et marginaux, artistes et animateurs de cette révolte latente contre la société établie, générant une brève fraternité par le partage d'une opposition violente et une quête fanatique de moyens d'expression, un vague messianisme sécularisé, une paradoxale attention rigoureuse aux matériaux et aux techniques, mais aussi de manière plus forte et viscérale, ironie, humour caustique, provocations et cynismes : 
- associations et musées artistiques à Dresde, Munich, Berlin, Vienne, Prague...
- cabarets littéraires tel le café des Westens à Berlin...
- théâtre où opère la mise en scène moderne de pièces dialoguées
- salle de spectacle ou de danse des cabarets souvent érotiques
- revues porte-étendard Der Sturm pour les milieux artistiques et littéraires, Die weissen Blätter, Die Aktion pour l'engagement politique, syndical, sociale ou pédagogique...
- colonie ou communauté d'artistes comme Berlin-Schlachtensen, Worpswede, Dachau...
- lieu de refuge ou de villégiature d'essence communautaire, telle la communauté d'artistes végétariens et(ou) théosophes à la sexualité parfois libérée sur le Monte Verità, près d'Ascona.

La mise en spectacle des idéologies, qui dévasteront l'Allemagne puis l'Europe, doivent beaucoup de leur vigueur sous-jacente à ce courant artistique moribond dès 1920. Sous un aspect naïf, les dialogues dramatiques de Kaiser décrivent déjà les enjeux et les dangers du siècle : catastrophes, masses crédules, guides rusés...

### Présentation de quelques écrits et pièces expressionnistes
De 1917 à 1921, le théâtre expressionniste est florissant.
Les bourgeois de Calais dévoilent l'histoire d'un chemin de croix vers la mort et la Résurrection. La genèse de ce drame semble venir d'une sculpture d'Auguste Rodin, placé sous la louange de Rainer Maria Rilke. Le drame historique de la guerre de Cent Ans, sorti d'un conte du chroniqueur Jean Froissart qui accable six bourgeois de la cité calaisienne, est reconstruit comme un Denkspiel : l'individu doit se sacrifier pour le bien de tous. Le nouvel homme programmatique ne peut être qu'altruiste L'auteur pense-t-il au jeune soldat appelé sur le front ? Ou lève-t-il un voile sur la crise du monde pacifique ? Montée surtout avec un immense succès à partir du 29 janvier 1917 à Francfort-sur-le Main, la pièce apporte la célébrité à Georg Kaiser et assoit sa notoriété d'écrivain.
Du matin à minuit, écrit en 1916, engendre une pièce de théâtre, un drame à station montré au public le 28 avril 1917 à Munich. Elle présente un drame sur le monde réifié par l'argent, basé sur l'itinéraire d'un caissier en fuite et en fièvre pendant six jours après avoir empoché indûment 60000 Marks. La pièce explore les limites de la personne qui accomplit la loi de l'argent. Le héros d'origine modeste est épris de remords sans fin et ne peut trouver la paix d'esprit au fil de sa fuite pérégrination ni dans le sport, ni dans la romance, ni dans la religion. Une enquête du Swenska Dagsbladet en 1926 auprès de l'auteur élucide l'étrange naissance de cette création : Je voulais partir vivre quelque temps en Italie, aussi suis-je allé à ma banque pour établir une lettre de crédit. Un caissier fatigué, faisant songer par sa mine à un pauvre, se charge avec assiduité de l'opération et soudain, je pensai, cet homme trop modeste est stupide, ne mériterait-il pas bien plus que moi ce voyage de délassement ?
La trilogie Corail, Gaz, Gaz II met en scène une vision futuriste de la grande industrie, soutien de la guerre mondiale qui conduit l'humanité vers un destin hasardeux et fou. La course productive accélérée s'apparente à une description moderniste de l'Apocalypse biblique.
De 1921 à 1923, le drame expressionniste est en crise alors que le courant d'art homonyme sous-jacent, dénigré et ridiculisé par les multiples avant-gardes nihilistes ou constructives apparues surtout après 1919, se maintient par diverses productions clownesques afin de conjurer ses derniers feux décadents.

### Vers la sobriété du quotidien: abandon de l'Expressionismus décadent pour la Neue Sachlichkeit
Les uns à côté des autres, ou Côte à côte, paru en 1923 est une tragicomédie programme de l'allégement du lourd pathos expressionniste à un changement d'époque. Elle permet de rentrer dans le quotidien de l'entre-deux-guerres où la catastrophe n'est que l'écartement de deux doigts ou le bruit d'une journée. Le thème porte sur les déboires d'un prêteur sur gage idéaliste en période aiguë d'hyperinflation. Le héros finit sa vie en pleine conscience qu'il a fait tout ce qu'il a pu pour aider ses semblables en souffrance. La veine comique avec des caractères campés et saisis sur le vif, des dialogues et discours brefs, une histoire réelle calquée sur le quotidien (parfois presque un reportage journalistique) affirme l'éloignement définitif du courant expressionniste : le journal de la scène, le Weltbühne, note : « Georg Kaiser a quitté les nuages et a atterri, (il pense dorénavant) avec ses deux pieds sur le sol ». Kaiser n'est pas le seul à être attiré par la comédie et le vaudeville, ainsi Walter Hasenclever.
Cette Volksstück 1923 ainsi sous-titrée, dirigée par Berthold Viertel montre des décors du peintre George Grosz, elle est inaugurée le 3 novembre 1923 au Lustspielhaus de Berlin, deux semaines avant la fin de la terrible inflation. Elle affirme l'hégémonie du courant dominant de la Neue Sachlichkeit. L'art s'oriente vers une nouvelle objectivité, vers une quête de sobriété. Il est temps de reléguer les grandes et déjà anciennes œuvres picturales, témoins des affres ou des avancées expressionnistes dans les réserves muséographiques.
Colportage joué en 1924 est une comédie d'intrigue à caractère satirique, née de la lecture de la rubrique des faits divers de la presse locale. La revendication exprimée de l'origine indique clairement la disparition définitive de la mouvance expressionniste depuis quelques années en déchéance.
Mentionnons aussi Alcibiade sauvé, qui est en 1920 une pièce construite en longs dialogues dénonçant le conflit entre le monde intellectuel et la vie. La tentative est poussée vers l'idéal, point de départ et passages successifs afin d'atteindre le dialogue platonicien illustré par Phédon ou le Banquet. C'est la genèse, déclarait-il, de toute son œuvre.

## Œuvres
- Schellenkönig, écrit rédigé entre 1895/1896 puis revu en 1902/1903.
- Die Dornfelds, écrit de jeunesse peut-être repris en 1905, complété après 1914, pièce jouée en 1972.
- Die jüdische Witwe / La Veuve juive (dialogue écrit en 1911 et pièce de 1920).
- König Hahnrei, parodie de l'opéra Tristan et Isolde de Wagner, 1913.
- Die Bürger von Calais / Les Bourgeois de Calais (écrit dialogué de 1913, publié en 1914, monté en pièce dramaturgique en 1917)
- Der Fall des Schülers Vehgesack, 1914.
- Rektor Kleist, écrit en 1905, publié en 1914, joué en 1918.
- Europa / Europe, 1915.
- Vom morgens bis mitternachts / Du matin à minuit (de) ou De l'aube à minuit, (drame dialogué de 1912, pièce de théâtre montée en 1916), pièce à succès en 1917 au Deutsches Theater, base du film expressionniste de Karlheinz Martin en 1920, pièce mise en scène à Berlin en 1921 par Viktor Barnovsky avec des décors de César Klein.
- Trilogie sur la description futuriste de l'industrie moderne (Le rassemblement des pièces, tardif, provient de la critique). 
  - Koralle /Corail (1917)
  - Gaz (1918)
  - Gaz II (1920)
- Vision und Figur, essai programme, 1918.
- Das Frauenopfer, 1918.
- Der gerettete Alkibiades / Alcibiade sauvé, pièce écrite en 1917 et jouée en 1919.
- Der Zentaure, comédie écrite et joué en 1918, adapté et joué sous un nouveau titre, Konstantin Stroble en 1920.
- Der Brand im Opernhaus / L'incendie de l'opéra[5], 1919.
- Hölle, Weg, Herde, 1919, pièce mise en scène à Berlin en 1920 par Viktor Barnovsky avec des décors de César Klein.
- Der Protagonist, pièce jouée en 1920. Elle est le libretto ou livret musical en 1926 de l'opéra en un acte de Kurt Weill.
- David et Goliath, comédie en trois actes de 1920.
- Der gerettete Alkibiades, 1920.
- Noli me tangere, drame pensé en prison, 1921
- Kanzlist Krehler, tragicomédie en trois actes, publié en 1922 par G. Kiepenheuer (Potsdam)
- Nebeneinander / Côte à côte (tragicomédie dénommée Volkstück ou pièce populaire, dirigée par Berthold Viertel, avec un décor de George Grosz), 1923.
- Die Flucht nach Venedig / La fuite à Venise, 1923.
- Papiermühle, 1923.
- Gilles et Jeanne, 1923.
- Kolportage / Colportage (comédie cynique d'intrigue à caractère satirique, né d'un fait-divers dans la presse), 1924.
- Gats, 1925.
- Oktobertag, 1925, joué en 1928.
- Zweimal Oliver, comédie cynique dans la veine de Colportage, 1926.
- Die Papiermühle, comédie cynique, 1927.
- Der Präsident, comédie cynique, 1927.
- Der Zar lässt sich photographieren, 1927. Libretto de l'opéra bouffe sur une musique de Kurt Weill joué en 1928.
- L'amoureux fantôme, 1928.
- Die Lederköpfe / les têtes de cuir, écrit en 1929, joué en 1931.
- Der Silbersee, 1933. Morceaux de musique de Kurt Weill composée en 1932 et 1933.
- Zwei Kravatten / Two Ties /Deux cravates, 1929, joué en 1930. Musique de Mischa Poliansky.
- Rosamund Floris, pièce sur le thème du besoin de sacrifice et d'amour (purifiant) écrite en 1936/1937, publié en 1940.
- Der Gärtner von Toulouse/ Le jardinier de Toulouse, 1938. Livre publié par Querido Verlag à Amsterdam.
- Der Soldat Tanaka / Le soldat Tanaka, pièce de théâtre montée à Zurich le 9 novembre 1940, interdite après quelques représentations par la CH, mais publiée par Oprecht Verlag et jouée à New-York la même année.
- Alain et Elise, 1940.
- Diptyque de comédie satirique sur le régime nazi intitulé NSDAP (initiales du parti national-socialiste au pouvoir en Allemagne entre 1933 et 1945) :
  - Klewitter, pièce écrite en 1939-1940, publié en 1949.
  - Der Englische Sender, pièce écrite en 1941, publié en 1947.
- Die Spieldose, 1942.
- Das Floss der Medusa / Le radeau de la Méduse, écrit de 1940 à 1943. Pièce jouée en hommage posthume dans l'Allemagne rhénane libérée, 1945 puis publié en 1948.

- Trilogie grecque écrite avant sa mort publiée en 1948 :
  - Zweimal Amphytrion / Amphytrion
  - Pygmalion
  - Bellerophon / Bellérophon

- Napoleon in New-Orleans, pièce sur le thème tragi-comique du dictateur jouée en 1950, mais écrite de 1937 à 1941.

Signalons deux romans :
- Es is genug, 1932 (sur le thème de l'inceste).
- Villa Aurea, 1940.

Sur l'ensemble de l'œuvre :
- Stücke, Erzählungen, Aufsätze, Gedichte, écrits rassemblés par Walter Huder, Kiepenheuer und Witsch Verlag, Köln ou Cologne, 1966.
- Stücke, Henschelverlag, Berlin, 1972.
- Walder Huder (dir.), Werke, sechs Bande ou 6 volumes, Propylaën Verlag, Vienne, Frankfort, Berlin, 1970-1972.
- Klaus Kändler (dir.), Georg Kaiser Werke, drei Bande ou 3 volumes, 1979.
- G.M. Walck (dir.), Briefe, Francfort, Berlin, Vienne, 1980 (volume 7).
- G.M. Walck (dir.), Georg Kaiser in Sachen Georg Kaiser, Briefe 1911-1933, 1989.

## Réception de l'œuvre
Après la guerre, ses drames ne reçoivent nullement l'accueil enthousiaste des années 1920. Le dramaturge Georg Kaiser disparaît, éclipsé par d'autres talents. Ce sont les germanistes qui, attirés par une œuvre par le moins énigmatique et souvent compliquée par de multiples non-dits, contribuent à maintenir, puis à relancer l'intérêt pour ses écrits et son théâtre à partir des années 1970. Les raisons reposent sur : 
- une esthétique singulière de la langue allemande
- les nombreuses citations biographiques
- les éléments mythiques repérables dans les dialogues et textes de prose et de poésie.

Walter Huder, infatigable collecteur de l'ensemble des œuvres de Georg Kaiser, a joué pour les études savantes et le retour de Georg Kaiser sur la scène théâtrale un rôle capital.

## Citations
Sur le récit de sa vie qu'il propose de raconter en sept jours et sept versions décrites selon l'ordre thématique du ridicule, du grandiose, de la repentance, du haïssable, de l'amour avec restrictions, d'un tour autour de sa vie comme autour d'une table ronde ou de l'impénétrable.
- La vie est l'affaire la plus impénétrable que l'on puisse penser.
- Biographies ou autobiographies ne sont que poésies et mensonges, quelles que soient les méditations incorporées dans la prose.
- Il faut être traversé par une curiosité inouïe pour supporter la vie en toute lucidité sans perdre l'équilibre de la sérénité. Sur le plan interne comme externe, le déséquilibre fait naître d'un côté l'ennui, d'un autre, les dangers et les soumissions menant aux conflits. Les dangers les plus violents sont surtout intérieurs.

Sur l'art d'écrire un dialogue nourri d'idées :
- Le talent est obéissance, soumission, humilité qui s'offrent activement à la force de la pensée du monde vaste.

Sur la force de l'art :
- L'art est l'éruption magnifique de la sensualité, mais d'une sensualité qui minimise la piètre banalité d'Eros.
- Trembler face à la sensualité de la pensée, c'est la naissance de l'art.
- L'artiste pense dans l'azur de Dieu. Et la clarté triomphe sur la torpeur, le langage sur la baragouinage, l'éternité sur l'époque.

Sur la pensée :
- Penser, c'est se manifester avec une vitalité extrême.
- Vous aimez mal parce vous pensez mal.

## Dénomination officielle honorant la mémoire de l'écrivain
Sa ville natale, Magdebourg, lui a offert une rue, la Georg-Kaiser-Strasse. En 1996, le Land de Saxe-Anhalt a créé un prix littéraire à son nom.
La commune de Seeheim-Jugenheim a choisi la place de la mairie, la Rathausplatz, dénommée selon son nom.
Une plaque berlinoise en son honneur rappelle une résidence durant l'entre-deux-guerres de la famille Kaiser, et la dernière habitation de l'écrivain en Allemagne de 1928 à 1938 avant sa fuite précipitée : elle est apposée à l'entrée de la maison du 3, Luisenplatz à Berlin Charlottenburg.

## Œuvres publiées en français
- De l'aube à minuit, texte français de Camille Demange, Théâtre et université No 8, octobre-décembre 1966.
- Les Bourgeois de Calais (extraits), texte français de Camille Demange, Théâtre et université No 16, avril 1969.
- Théâtre 1912-1919 : Du matin à minuit/Les Bourgeois de Calais/ Alcibiade sauvé, texte français de René Radrizzani, L'Arche éditeur, Paris, 1994.
- Théâtre 1917-1925 : Le corail/Gaz/Gaz seconde partie/Gats, texte français de Huguette et René Radrizzani, édition Fourbis, collection S.H., Paris, 1997.
- Théâtre 1927-1929 : Octobre/les têtes de cuir/Mississipi/Proscription du guerrier, texte français de René Radrizzani, L'Arche éditeur, Paris, 1994.
- Théâtre 1940-1943 : Le soldat Tanaka/Le radeau de la méduse/Napoléon à la Nouvelle-Orléans, texte français de Huguette et René Radrizzani, édition Fourbis, collection S.H., Paris, 1997.

## Fonds d'études kaiseriennes
La section de littérature germanique de l'université canadienne d'Alberta a constitué un fonds d'études spécialement dévolu à Georg Kaiser. Présentation de la collection Georg Kaiser